# Jonas Lindberg (fotbollsspelare)
Jonas Keijo Antti Lindberg, född 24 mars 1989 i Kortedala församling i Göteborg, är en svensk fotbollsspelare (anfallare/mittfältare) som spelar för Gais. Han har tidigare bland annat representerat IK Sirius.

## Karriär
Lindberg har Falköpings FK som moderklubb. Han spelade därefter ett par säsonger för Skövde AIK. 
I juli 2010 värvade allsvenska Gais honom från Skövde AIK, som då spelade i division 1. I mars 2012 lånades han ut till Varbergs BoIS i Superettan. Lånet varade till en början fram till 31 juli, men förlängdes senare över resten av säsongen 2012. Sedan Gais hade ramlat ur allsvenskan 2012 kom Lindberg och Gais i december 2012 överens om att bryta hans kontrakt, som skulle ha varat fram till slutet av säsongen 2013.
Lindberg skrev i mars 2013 i stället på för Ljungskile SK i Superettan. I november 2015 skrev han på för Sarpsborg 08 i norska Tippeligaen. I februari 2018 kunde Gais meddela att Lindberg återigen var en Gaisspelare. I augusti 2018, efter bara en halv säsong i Gais, värvades Lindberg av allsvenska IK Sirius. Inför säsongen 2020 blev han emellertid skadad och missade hela säsongen. Han lyckades därefter inte ta sig tillbaka in i laget, lämnade Sirius och satte i början av 2021 karriären på paus.
I juli 2021 återvände Lindberg till Gais på ett halvårskontrakt, och i december 2021 förlängde han, trots att Gais hade åkt ur Superettan, sitt kontrakt med ett år. I samband med att Gais vann Ettan södra och återigen gick upp i Superettan förlängde Lindberg sitt kontrakt med ytterligare ett år, och han var säsongen 2023 med och spelade upp klubben i Allsvenskan. I december 2023 förlängde han kontraktet med ytterligare ett år, och i december 2024 med ytterligare ett.

## Spelstil
När Lindberg återkom till Gais 2021 beskrev sportchefen Nicklas Karlström honom så här: "Jonas har utmärkt spelförståelse, är smart i sina löpningar, har bra tajming i allt han gör och förmåga att sätta upp lagkamrater i fina lägen." Han är dessutom trygg med bollen även på små ytor.

## Karriärstatistik
| Klubb                  | Säsong             | Liga                    | Liga    | Liga | Inhemsk cup | Inhemsk cup | Övriga tävlingar | Övriga tävlingar | Totalt  | Totalt |
| Klubb                  | Säsong             | Division                | Matcher | Mål  | Matcher     | Mål         | Matcher          | Mål              | Matcher | Mål    |
| ---------------------- | ------------------ | ----------------------- | ------- | ---- | ----------- | ----------- | ---------------- | ---------------- | ------- | ------ |
| Skövde AIK             | 2008               | Division 1 Södra        | 25      | 8    | 1           | 1           | —                | —                | 26      | 9      |
| Skövde AIK             | 2009               | Division 1 Södra        | 24      | 6    | 0           | 0           | —                | —                | 24      | 6      |
| Skövde AIK             | 2010               | Division 1 Södra        | 11      | 1    | 0           | 0           | —                | —                | 11      | 1      |
| Skövde AIK             | Totalt             | Totalt                  | 60      | 15   | 1           | 1           | —                | —                | 61      | 16     |
| Gais                   | 2010               | Allsvenskan             | 13      | 1    | 0           | 0           | —                | —                | 13      | 1      |
| Gais                   | 2011               | Allsvenskan             | 13      | 0    | 0           | 0           | —                | —                | 13      | 0      |
| Gais                   | 2012               | Allsvenskan             | 0       | 0    | 0           | 0           | —                | —                | 0       | 0      |
| Gais                   | Totalt             | Totalt                  | 26      | 1    | 0           | 0           | —                | —                | 26      | 1      |
| Varbergs BoIS FC (lån) | 2012               | Superettan              | 27      | 2    | 0           | 0           | —                | —                | 27      | 2      |
| Ljungskile SK          | 2013               | Superettan              | 28      | 7    | 3           | 0           | —                | —                | 31      | 7      |
| Ljungskile SK          | 2014               | Superettan              | 29      | 8    | 2           | 0           | 1                | 0                | 32      | 8      |
| Ljungskile SK          | 2015               | Superettan              | 29      | 5    | 1           | 1           | —                | —                | 30      | 6      |
| Ljungskile SK          | Totalt             | Totalt                  | 86      | 20   | 6           | 1           | 1                | 0                | 93      | 21     |
| Sarpsborg 08 FF        | 2016               | Tippeligaen/Eliteserien | 21      | 3    | 2           | 1           | —                | —                | 23      | 4      |
| Sarpsborg 08 FF        | 2017               | Tippeligaen/Eliteserien | 24      | 1    | 3           | 0           | —                | —                | 27      | 1      |
| Sarpsborg 08 FF        | Totalt             | Totalt                  | 45      | 4    | 5           | 1           | —                | —                | 50      | 5      |
| Gais                   | 2018               | Superettan              | 15      | 1    | 3           | 0           | —                | —                | 18      | 1      |
| IK Sirius FK           | 2018               | Allsvenskan             | 11      | 0    | 0           | 0           | —                | —                | 11      | 0      |
| IK Sirius FK           | 2019               | Allsvenskan             | 19      | 2    | 3           | 2           | —                | —                | 22      | 4      |
| IK Sirius FK           | 2020               | Allsvenskan             | 0       | 0    | 0           | 0           | —                | —                | 0       | 0      |
| IK Sirius FK           | Totalt             | Totalt                  | 30      | 2    | 3           | 2           | —                | —                | 33      | 4      |
| Gais                   | 2021               | Superettan              | 19      | 1    | 3           | 0           | 2                | 1                | 24      | 2      |
| Gais                   | 2022               | Ettan Södra             | 26      | 2    | 1           | 0           | —                | —                | 27      | 2      |
| Gais                   | 2023               | Superettan              | 29      | 1    | 1           | 0           | —                | —                | 30      | 1      |
| Gais                   | 2024               | Allsvenskan             | 20      | 2    | 2           | 1           | —                | —                | 22      | 3      |
| Gais                   | Totalt             | Totalt                  | 94      | 6    | 7           | 1           | 2                | 1                | 103     | 8      |
| Totalt i karriären     | Totalt i karriären | Totalt i karriären      | 383     | 51   | 25          | 6           | 3                | 1                | 411     | 58     |

1. ↑  Kval till Allsvenskan mot Gefle IF
2. ↑  Kval till Superettan mot Dalkurd FF[20][21]